# بافيجين
أنظمة بافيجين، شركة تقنية أشتهرت بدورها في تطوير ألواح رصف الطرق والممرات من مجرد ألواح عادية إلى ألواح ذات قدرة على تحويل طاقة الحركة والوضع إلى طاقة كهربائية.

## التاريخ
تم تأسيس الشركة في عام 2009 من قبل لورانس كيمبل كوك، خريج قسم التصميم والتكنولوجيا الصناعية من جامعة لوفبرا والذي اقترح على شركة أي.أون تصميم نظام لتحويل خطوات السير إلى مصدر محتمل للطاقة. حصل اقتراحه على إشادة الجميع ليبدأ في تجميع البيانات حول أنماط حركة السير بعد تمويل شركته من قبل جائزة اتجاهات التصميم الدولية للجمعية الملكية للفنون. اقترحت دراسة لمبنى مركزي في جامعة ماكواري في سيدني، أستراليا، أنه إذا تم تثبيت البلاط على 3.1% من الطرق التي تشهد أكبر حركة مرور أقدام، فسوف ينتج عنها 1.1 ميجاوات ساعة سنويا، أي حوالي 0.5% من احتياجات المبنى للطاقة.
في عام 2012، نجح كوك في جمع 350,000 جنيه إسترليني من خلال London Business Angels مما ساعد الشركة على إنشاء أعمال ملموسة. في عام 2015، جمعت الشركة 1.9 مليون جنيه إسترليني من خلال منصة Crowdcube، مما أتاح لهم كسب 1500 مستثمر وقيمتها بنحو 17 مليون جنيه إسترليني.
اعتمد كوك في تصنيع بلاط الجيل الأول من المواد المعاد تدويرها بالكامل وخصوصا البوليمر، في حين كان السطح العلوي من إطارات الشاحنات المعاد تدويرها. يتم توليد الطاقة عندما يقوم شخص ما بالضغط على البلاطة بحوالي 5 مم (0.2 بوصة). لم يتم الإعلان حتى الآن عن التكنولوجيا الدقيقة المستخدمة حيث لم يصرح مسؤولي الشركة إلا عن كون البلاط يعتمد على نظريات الحث الكهرومغناطيسي في لفائف النحاس والمغناطيس.
صرح مهندسي بافيجين أن الفرد الواحد يستطيع توليد 5 وات لكل خطوة عند 12-48 فولت (تيار مستمر)، والكافي لتشغيل مصباح ليد لإنارة الشارع لمدة 30 ثانية.
أعلن كوك في عام 2016، أن الشركة نجحت في تطوير البلاط لتصبح نسبة تحويل الطاقة أفضل 20 مرة من النسبة المعلن عنها سابقا. لكن مع ذلك يبقى هذا الرقم ضيئلا جدا وفقا لإحدى الإحصائيات فإن المشي لمدة 4 ساعات متواصلة على بلاط بافيجين لا يوفر إلا 0.02% من متوسط احتياجات الطاقة الأوروبية. ليصرح كوك في وقت لاحق، بأن قوة التكنولوجيا المستخدمة تعتمد على قدرتها على تتبع حجم واتجاه تدفق حركة المرور، وبالتالي توفير مقاييس مفيدة في مجموعة من السيناريوهات.

## المشاريع
- في عام 2012، تم وضع الألواح في محطة مترو أنفاق وست هام بلندن للألعاب الأولمبية الصيفية 2012.[13]
- في أبريل 2013 بالتعاون مع شنايدر إليكتريك الطاقة، تم تركيب البلاط في مارثون باريس للأعمال الخيرية.[14]
- تم تثبيت البلاط أيضا في ملعب كرة قدم عام في ريو دي جانيرو.[15]

في عام 2015، حاز كوك على منصب الرئيس التنفيذي للشركة كما تم اختياره كرجل أعمال العام في جوائز PEA، وحصل على جائزة Shell LiveWIREGrand Ideas. تم تعيينه أيضًا كزميل فخري للمؤسسات والابتكار من قبل جامعة لوبورو.

## الموزعين
لدى بافيجين موزعين في أستراليا، ونيوزيلندا، وكوريا، وسنغافورة، وتايلاند، والبرتغال، والهند واليابان.

## النقد
تشير السجلات أن البلاط غير فعال إلى الآن فلم تولد حتى الآن إلا «قدرا ضيئلا من الطاقة» وهذا ما أكده مقال نشرته مؤسسة المهندسين الميكانيكيين والذي أظهر فيه أن الناتج من 54,267 خطوة على نظام Pavegen تولد 217,028 واط/ ثانية أي ما يعادل 0.06 كيلو واط ساعة فقط.

## وصلات خارجية
- الموقع الرسمي.
- أنظمة بافيجين لتوليد الطاقة الكهربائية من طافة الحركة.

### الفيديوهات
- بافيجين تنوى إنارة العالم من خلال طاقة الحركة.
- ما هي أنظمة بافيجين؟.
- نظرية عمل بلاط بافيجين.
- أول شارع ذكي لتوليد الطاقة في لندن.